# Empoasca guajaibona
Empoasca guajaibona är en insektsart som beskrevs av Hidalgo-gato 2000. Empoasca guajaibona ingår i släktet Empoasca och familjen dvärgstritar.
Artens utbredningsområde är Kuba. Inga underarter finns listade i Catalogue of Life.